# New Home, Texas
New Home là một thành phố thuộc quận Lynn, tiểu bang Texas, Hoa Kỳ. Năm 2010, dân số của xã này là 334 người.

## Dân số
- Dân số năm 2000: 320 người.
- Dân số năm 2010: 334 người.